# Einführungsgesetz zur Strafprozessordnung
Das deutsche Einführungsgesetz zur Strafprozessordnung (Abkürzung: EGStPO, auch: StPOEG) wurde am 1. Februar 1877 erlassen.

## Regelungsgehalt
Die vom Einführungsgesetz behandelte Strafprozessordnung (StPO) in ihrer ursprünglichen Fassung vom 1. Februar 1877 gehörte zu den Reichsjustizgesetzen, mit denen das Recht im 1871 neu gegründeten Deutschen Kaiserreich vereinheitlicht wurde. Das Einführungsgesetz zur Strafprozessordnung vom 1. Februar 1877 enthielt Übergangsregelungen für das damals stark differierende Landesrecht im Deutschen Bund.
Es enthält derzeit hauptsächlich verfahrensrelevante Übergangsregelungen für in der jüngeren Vergangenheit vorgenommene Änderungen der Strafprozessordnung zur Anwendung auf im Zeitpunkt der Änderung bereits laufende Verfahren.
§ 10 EGStPO in der Fassung des Art. 3 des Gesetzes zur Abmilderung der Folgen der COVID-19-Pandemie im Zivil-, Insolvenz- und Strafverfahrensrecht bestimmt, dass unabhängig von der Dauer der Hauptverhandlung der Lauf der in § 229 Abs. 1 und 2 StPO genannten Unterbrechungsfristen gehemmt ist, solange die Hauptverhandlung aufgrund von Schutzmaßnahmen zur Verhinderung der Verbreitung von Infektionen mit dem SARS-CoV-2-Virus (COVID-19-Pandemie in Deutschland) nicht durchgeführt werden kann, längstens jedoch für zwei Monate; diese Fristen enden frühestens zehn Tage nach Ablauf der Hemmung und gelten entsprechend für die in § 268 Abs. 3 Satz 2 StPO genannte Frist zur Urteilsverkündung. Beginn und Ende der Hemmung stellt das Gericht durch unanfechtbaren Beschluss fest. § 10 EGStPO gilt auf ein Jahr befristet vom 28. März 2020 bis 27. März 2021.